# アンドリュー・シモンズ
アンドリュー・シモンズ（英: Andrew Symonds 、1975年6月9日 - 2022年5月14日）は、イングランド・バーミンガム出身の元プロクリケット選手。元オーストラリア代表。ポジションはオールラウンダー。

## 概要
2000年代有数のクリケット選手。クリケットのバイブルとして知られるウィズデン・クリケッターズ・アルマナックによって、2000年代のODI方式のワールドイレブンに選出された。
2022年5月14日、自動車の事故により死去。